# هيني أوتو
هيني أوتو (بالهولندية: Heini Otto)‏، من مواليد 24 أغسطس 1954، لاعب كرة قدم هولندي سابق، ومدرب كرة قدم هولندي. لعب مع منتخب هولندا لكرة القدم.

## روابط خارجية
- هيني أوتو على موقع قاعدة بيانات كرة القدم.إي يو (الإنجليزية)
- هيني أوتو على موقع ناشيونال فوتبول تيمز (الإنجليزية)
- هيني أوتو على موقع عالم كرة القدم.نت (الإنجليزية)